# Efterklang
Efterklang é uma banda dinamarquesa de rock experimental formada em dezembro de 2000.
O nome 'Efterklang' vem do dinamarquês e significa reverberação. Embora a banda consista de quatro principais integrantes, a banda geralmente inclui três ou mais músicos ao se apresentarem ao vivo. Formada em Copenhaga, os quatro principais integrantes da banda são: Mads Brauer, Casper Clausen, Thomas Husmer e Rasmus Stolberg. A formação original também incluia Rune Mølgaard, mas ele tomou um papel mais secundário desde 2007.
Eles lançaram álbuns pela gravadora britânica/americana The Leaf Label, mas também possuem seu próprio selo chamado Rumraket (a palavra dinamarquesa para foguete espacial). Até agora, as bandas sob este selo são Grizzly Bear, amiina, Cacoy, Erik Levander, Kama Aina, Slaraffenland, Taxi Taxi! e Canon Blue.
Efterklang tem um histórico de trabalhar com vários músicos convidados em suas gravações. Eles também produziram um vasto número de vídeos produzidos por diretores como Karim Ghahwagi, Tobias Stretch, Anders Morgenthaler, Carolina Melis, Jeremiah Zagar. Nan Na Hvass da Hvass&Hannibal é a mente por trás das aclamadas artes gráficas dos ábluns One-Sided LP, Under Giant Trees, Parades, e do vídeo da música Mirador.
O segundo álbum da banda, Parades, lançado em outubro de 2007, recebeu vários prêmios e indicações. Em Abril de 2009 foi eleito o 38º melhor álbum entre lançado entre abril de 2005 e abril 2009 pela aclamada Clash Magazine, do Reino Unido. Em 2008, numa turnê ao lado de Slaraffenland, as duas bandas gravaram um EP conjunto chamado 'Slaraffenklang'.

## Discografia
- Springer (EP) (independente, 2003, relançado pela The Leaf Label em 2005)
- Tripper (The Leaf Label, 2004)
- Swarming Single (The Leaf Label, 2005)
- One Sided LP (Burnt Toast Vinyl, 2006)
- Under Giant Trees (The Leaf Label, 2007)
- Parades (The Leaf Label, Outubro de 2007)
- Caravan 7"/Digital Single (The Leaf Label, Março de 2008)
- Magic Chairs (4AD,Rumraket, 22 de Fevereiro de 2010)
- Piramida (4AD,Rumraket, 24 de Setembro de 2012)